# Johanniterkirche Mirow

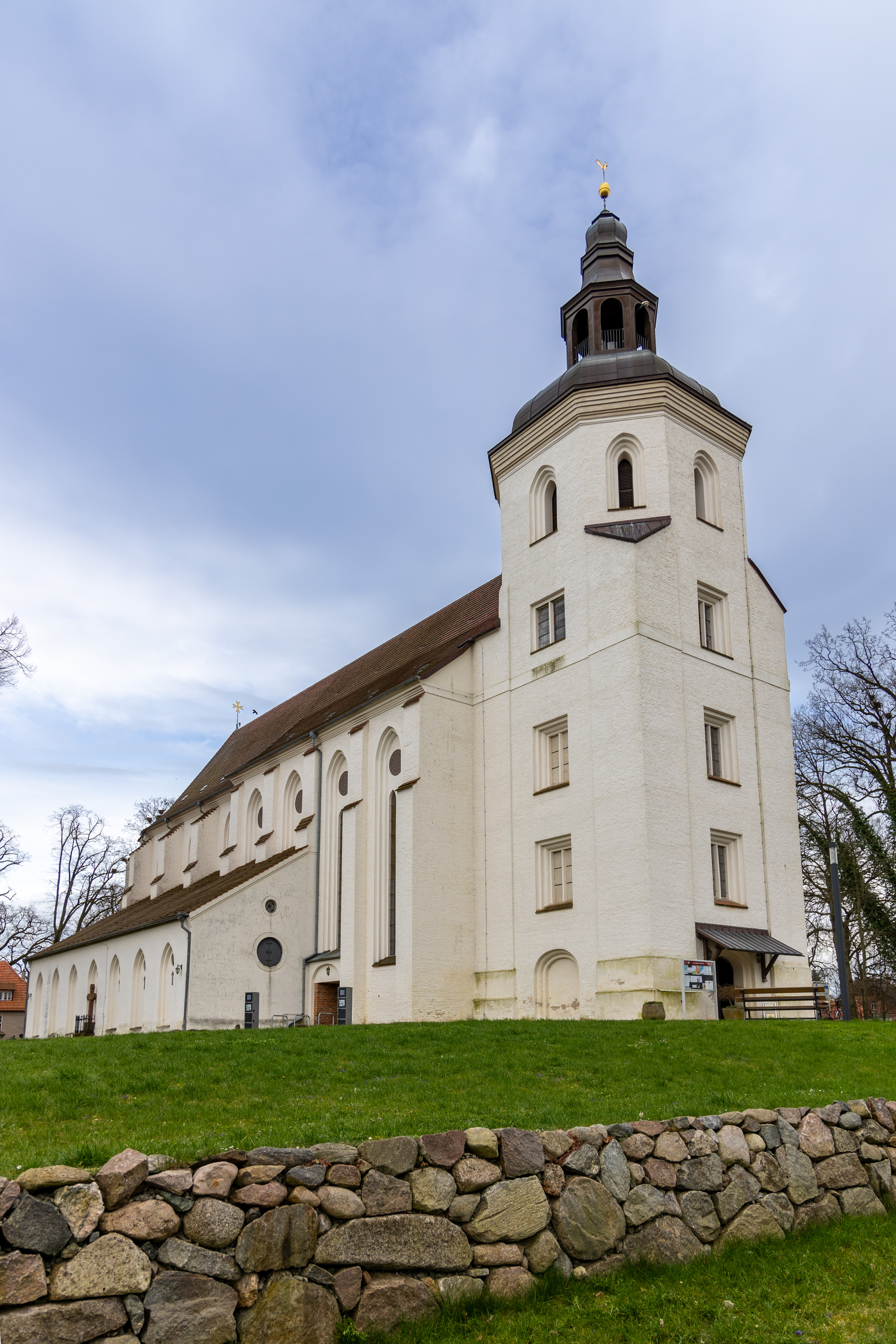
Johanniterkirche Mirow

Die Johanniterkirche Mirow (mitunter auch Stadtkirche Mirow, Pfarrkirche Mirow, Schlosskirche Mirow) ist ein denkmalgeschütztes Kirchengebäude auf der Schlossinsel in Mirow in Mecklenburg. Sie war früher die Kirche der Komturei Mirow und ab 1704 Hofkirche und Grablege der Herzöge und Großherzöge von Mecklenburg-Strelitz. Heute dient sie als evangelisch-lutherische Pfarrkirche. Ein offizieller Name ist nicht festgelegt. Als gebräuchlichster Name hat sich inzwischen Johanniterkirche Mirow etabliert.

## Geschichte

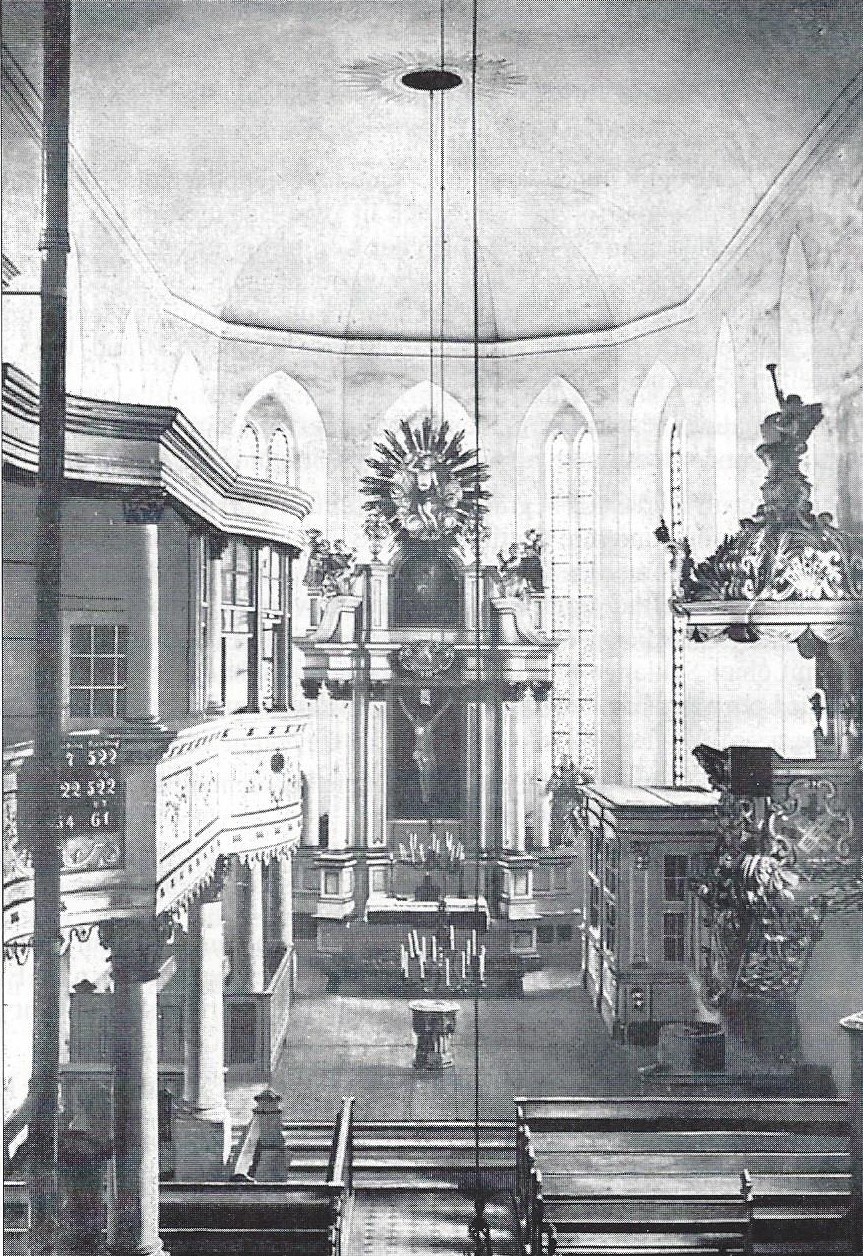
Innenraum vor 1945

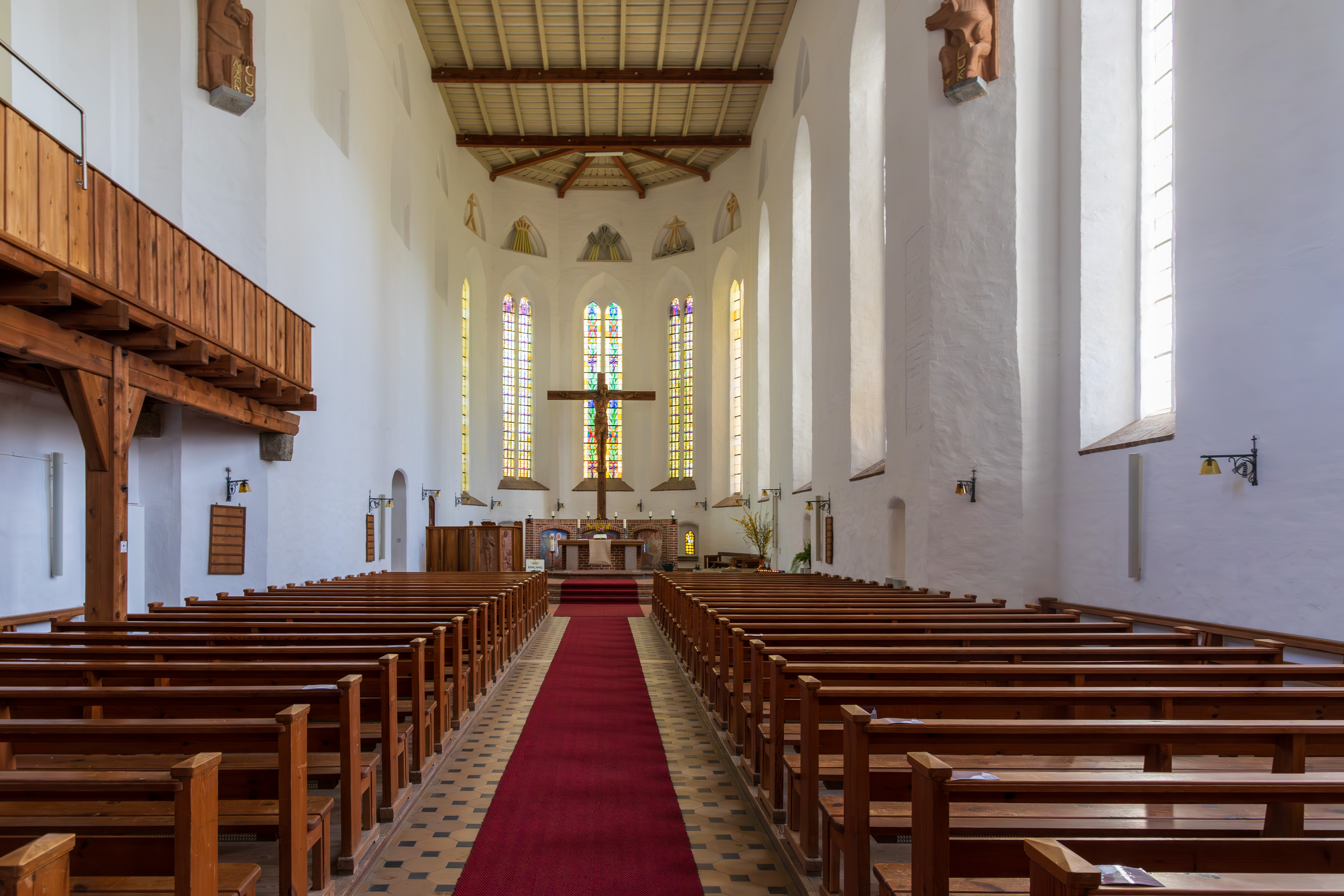
Innenraum (2024)

Aus der Zeit der Johanniterkomturei ist nur der dreijochige Chor aus dem 14. Jahrhundert erhalten, ein Werk der Backsteingotik. Das etwas breitere Langhaus entstand in der Zeit, da die Kirche zu einer Nebenresidenz des 1701 neu gebildeten (Teil-)Herzogtums Mecklenburg-Strelitz gehörte.
Durch einen Blitzeinschlag in den hölzernen Turm am 4. September 1742 brannte die Kirche aus. Der Turm und die Einrichtung wurden vernichtet, ebenso die umliegenden Gebäude. Im Auftrag von Herzog Adolf Friedrich III. entstanden ein massiver barocker Turmaufsatz und die barocke, prächtige Einrichtung. Das Kupfer für die welsche Glockenhaube des Turmes schenkte Preußenkönig Friedrich II., der als Kronprinz Beziehungen zu Mirow hatte. 1744 wurde die Kirche wieder geweiht. Das Altargemälde schuf 1750 Charles Maucourt. Es wurde 1868 durch eine von Großherzogin Marie gemalte Kopie nach Albrecht Dürer Christus am Kreuz ersetzt und kam in die Dorfkirche Leussow (Mirow).
Die Kirche wurde im Zweiten Weltkrieg am 30. April 1945 durch Beschuss der deutschen Wehrmacht bis auf die Außenmauern zerstört; erhalten blieb nur die Fürstengruft. Danach beauftragte die Gemeinde den Architekten Paul Zühlke mit dem Wiederaufbau. Er fertigte die Pläne für den schlichten Wiederaufbau sowie für den Altar, die Kanzel, den Taufstein, die Symbole, und er entwarf die Mittelfenster u. a. mit den Symbolen für Glaube, Hoffnung und Liebe: Anker, Kreuz und Herz.
Die Kirche wurde am 3. September 1950 erneut geweiht. Für die Restaurierung des zerstörten Turms wurde 1989 ein Förderverein gegründet. Der Turmaufsatz mit Haube mit seiner Laterne wurde 1993 äußerlich wiederhergestellt und ist seit 1997 öffentlich begehbar. Der Erlebniskirchturm zeigt nun verschiedene Ausstellungen über den Johanniterorden, Kirche und Fürstengruft sind zugänglich. 2008 wurde die Fassade des Kirchenschiffs saniert.

## Orgel
Die erste dokumentierte Orgel kam 1821 in die Kirche. Sie wurde in der Folgezeit von den Orgelbaufirmen Sauer, Lütkemüller und Grüneberg gewartet. Eine letzte Erweiterung vor der Zerstörung erfolgte 1943 durch Grüneberg auf 21 Register. Die wiederaufgebaute Kirche erhielt erst 1977 eine Orgel der Orgelbaufirma Schuke aus Potsdam mit 18 Registern auf zwei Manualen und Pedal (II/P/18).

## Fürstengruft

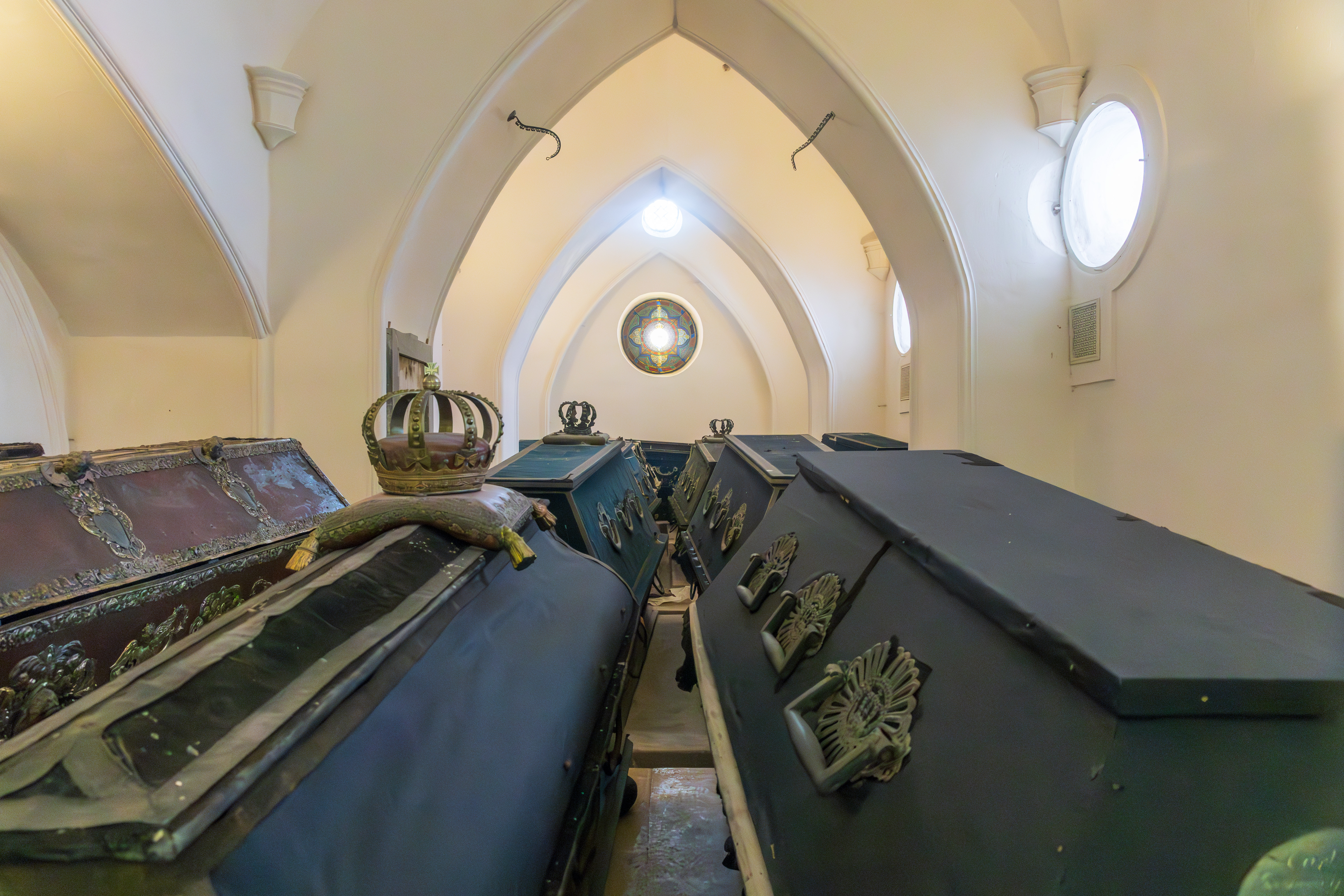
Fürstengruft

Aus Anlass des Todes von Herzogin Johanne (* 1. Oktober 1680 in Gotha; † 9. Juli 1704 in Strelitz), der zweiten Frau des regierenden Herzogs Adolf Friedrich II., wurde eine ältere Chorherrengruft an der Mirower Kirche ab 1704 zur  Fürstengruft und Grablege des 1701 neu entstandenen (groß-)herzoglichen Hauses von Mecklenburg-Strelitz umgewidmet und ausgebaut. In der später mehrfach erweiterten Fürstengruft an der Nordseite fanden ab 1708 die regierenden Herzöge, ihre Gattinnen und ihre nächsten Angehörigen der Linie Mecklenburg-Strelitz ihre letzte Ruhe. Archivalisch bezeugt sind 44 Beisetzungen mit 45 Toten – eine Mutter wurde zusammen mit ihrem Töchterchen, das sie um vier Tage überlebte, beigesetzt. Es handelte sich um die 1782 im Kindbett verstorbene Herzogin Friederike, Gemahlin Karls II. von Mecklenburg-Strelitz, und ihre Tochter Augusta Albertine, die "hier in der Mutter Armen ihre Verklärung erwartet". (Sarginschrift für Herzogin Friederike Caroline Louise in der Fürstengruft Mirow).
Für 1921 sind 52 Särge, verteilt auf vier Grufträume, dokumentiert. Sie erlitten als Folge der Zerstörung der Kirche 1945 Beschädigungen und Plünderungen. Im öffentlich zugänglichen Teil der Gruft stehen heute 22 eher schlichte Särge, darunter die von fünf der insgesamt acht Regenten des Landesteils Mecklenburg-Strelitz. Zur Sanierung der Fürstengruft sicherten Ende 2015 Bund, Land und Kommune einen Betrag von rund 900.000 Euro zu. Dabei wurden 30 Särge in drei Räumen identifiziert, von einigen nur Teile. Die Restaurierung von vier Särgen wurde im Frühjahr 2018 abgeschlossen.
Großherzog Adolf Friedrich VI., der letzte Regent aus dem Hause Mecklenburg-Strelitz, wurde nach seinem Freitod auf der „Liebesinsel“ beigesetzt. Die letzte Beisetzung in der Familiengruft erfolgte 1996, als Georg Alexander Herzog zu Mecklenburg, der zuletzt in Mirow gelebt hatte, in einem nicht öffentlichen Teil der Gruft bestattet wurde.

## Kirchgemeinde und Aktivitäten

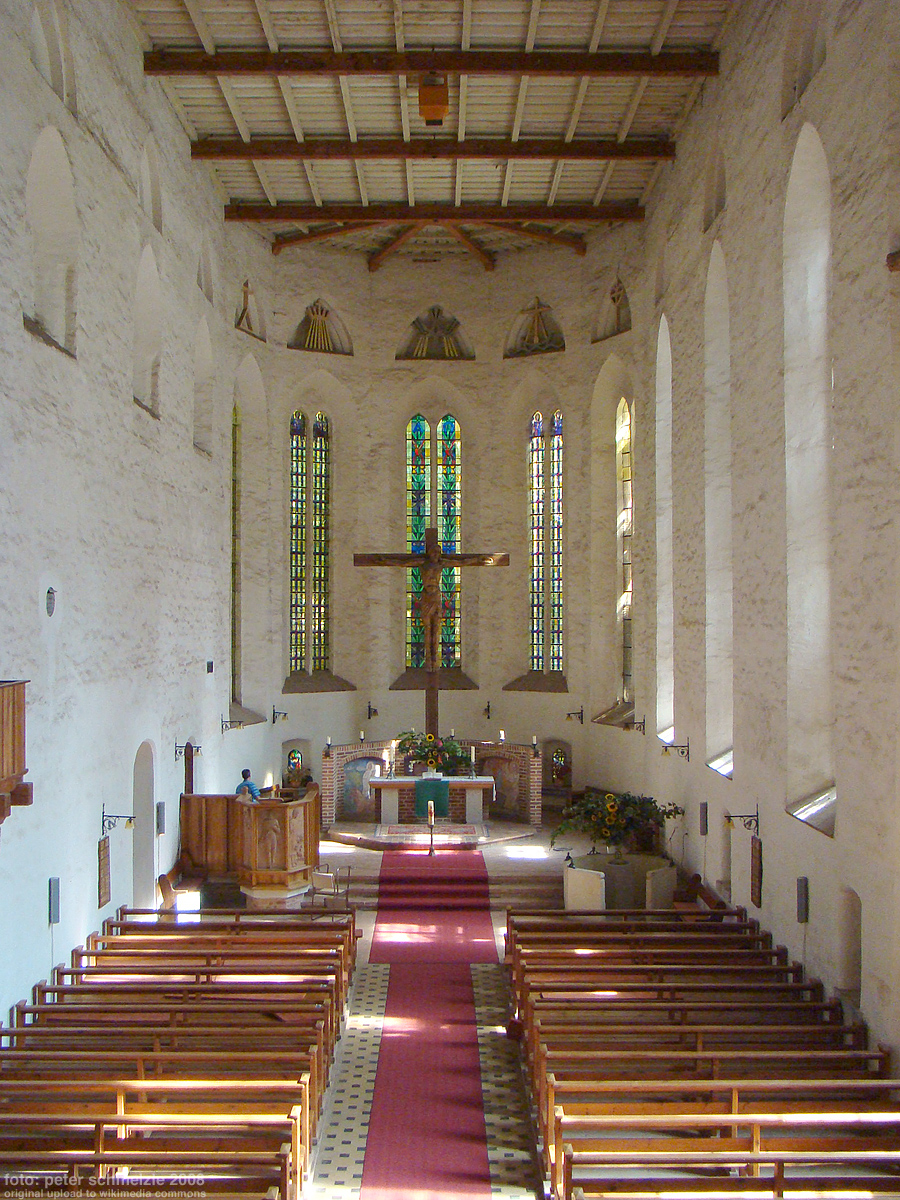
Heutiges Kirchenschiff

Die Kirche ist heute Pfarrkirche der Evangelisch-Lutherischen Kirchengemeinde Mirow. Sie gehört zur Propstei Neustrelitz im Kirchenkreis Mecklenburg der Evangelisch-Lutherischen Kirche in Norddeutschland. Zur Gemeinde gehören auch die Orte bzw. Mirower Ortsteile Granzow, Leussow (Kirche), Peetsch, Starsow und Zirtow (Kirche). Die Gemeinde veranstaltet auch Konzerte und Orgelkonzerte. Als Gruppen treffen sich der Kirchenchor, ein Posaunenchor sowie ein Frauen-, Jugend- und Vorschulkinderkreis.
Jährlich finden in der Johanniterkirche Ausstellungen, u. a. organisiert durch den Schlossverein, statt sowie an einem Samstag um den 17. August das Kirchturmfest. Die 29 Meter hohe Aussichtsplattform gestattet einen weiten Blick über die Seenplatte.

## Denkmalschutz
Das Bauwerk ist als Nr. 17a in der Liste der Baudenkmale in Mirow aufgeführt.